# Athyroglossa kaplanae
Athyroglossa kaplanae är en tvåvingeart som beskrevs av Wayne N. Mathis och Tadeusz Zatwarnicki 1990. Athyroglossa kaplanae ingår i släktet Athyroglossa och familjen vattenflugor.
Artens utbredningsområde är Israel. Inga underarter finns listade i Catalogue of Life.